# 에이수스 패드폰

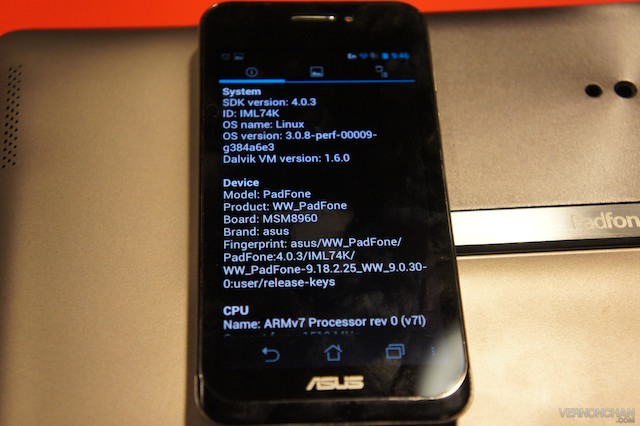

에이수스 패드폰(Asus PadFone)은 2012년 4월 에이수스에 의해 출시, 공개된 스마트폰이다. 이 전화는 기능과 배터리 수명을 개선하기 위한 태블릿 독, 키보드 독 액세서리로 광고되었다.
10인치 태블릿 독에 맞는다. 안드로이드 4.3 젤리빈에서 동작하고 에이수스 ZenUI 스킨이 제공되며 2013년 12월 에이수스가 공개한 에이수스 패드폰 미니 4.3과 동일하지는 않다.
에이수스 패드폰은 4인치 WVGA (480 x 800 화소) IPS+ LED-백라이트 디스플레이를 갖추고 있다. 에이수스 패드폰 미니는 8GB의 내장 스토리지, 8메가픽셀 '픽셀마스터' 후방 f/2.0 BSI 카메라, 2메가픽셀 전면 카메라, 4.5Wh 1170mAh 탈착 불가 폴리머 배터리를 장착하고 있다. 이를 보완하기 위해 태블릿 독은 8.3Wh 2100mAh 탈착 불가 폴리머 배터리를 갖추고 있다.
이 전화의 뒤를 잇는 제품은 패드폰 2이며 2012년 10월에 출시되었다. 4.7인치 슈퍼 IPS+ 화면(HD 1280×720 해상도)를 제공한다.
패드폰 2의 뒤를 잇는 제품은 패드폰 인피니티(PadFone Infinity)이며 2013년 4월에 출시되었다. 슈퍼 HD 디스플레이와 441 ppi의 1920x1200 해상도를 갖춘 5인치 슈퍼 IPS+ 화면이 제공된다.
패드폰 인피니티의 뒤를 잇는 제품은 미국 시장을 대상으로 하는 패드폰 X(PadFone X)이며 2014년 6월에 출시되었으며 그 밖의 국가에서는 패드폰 S(PadFone S)라는 이름으로 출시되었다.